# Gras (Gundermann-Lied)
1. WEITERLEITUNG Gras (Lied)